# Madeleine Thien

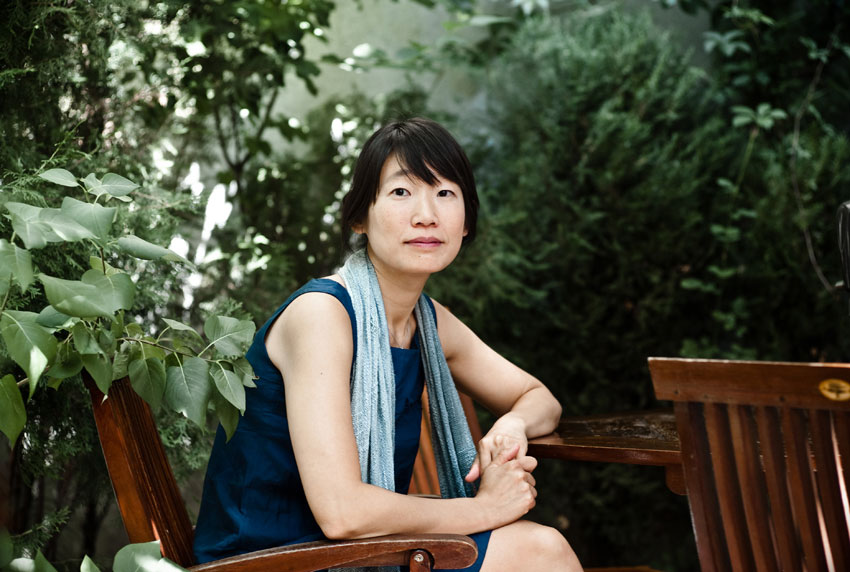
Madeleine Thien (2014)

Madeleine Thien (* 25. Mai 1974 in Vancouver, British Columbia) ist eine kanadische Schriftstellerin.

## Leben
Madeleine Thien, deren Eltern als malaiisch-chinesische Einwanderer in den 1960er Jahren nach Kanada kamen, wuchs in Vancouver auf. Nach der Highschool absolvierte sie die Simon Fraser University und die University of British Columbia. Sie verließ die Universität mit einem Master-Grad in Creative Writing.
Sie begann als Studentin mit dem Schreiben. Ihre Kurzgeschichten orientieren sich in der Sprachökonomie an den Geboten des Iowa-Writers-Workshop des US-Autors John Gardner. Danach zählt in einer Kurzgeschichte jedes Wort. Thien hatte rasch Erfolg als Schriftstellerin, und ihr literarischer Erstling sammelte Preise in vielen Literatur-Wettbewerben. Sie wählte die Literatur daraufhin zu ihrem Beruf.
Mit ihrem Ehemann zog die Autorin für eine Weile in die Niederlande und später nach Québec (Stadt). Südostasien bereiste sie vielfach für Recherchen zu ihren Romanen. Thien lebt heute in Montreal.
Im Mai 2020 verpflichtete Thien sich in einem Aufruf mit anderen Kulturschaffenden, keinesfalls mit deutschen Institutionen zusammenzuwirken, die den BDS-Beschluss des Deutschen Bundestages vom Mai 2019 unterstützen oder anwenden.

## Werke

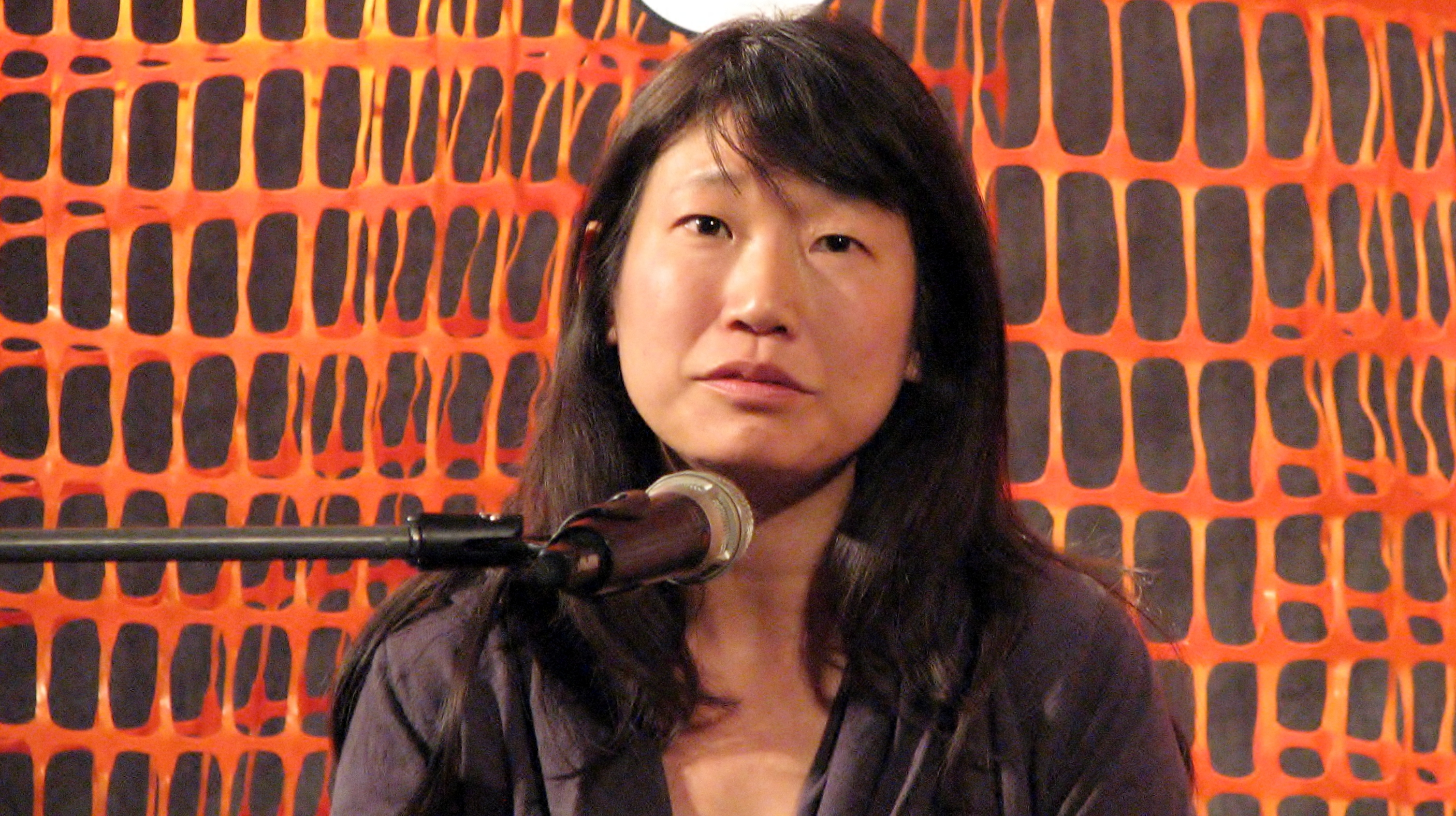
Thien im Jahr 2012

- Do Not Say We Have Nothing. Granta, London 2016, ISBN 978-1-78378-266-6
  - Übers. Anette Grube: Sag nicht, wir hätten gar nichts. Roman. Luchterhand, München 2017
- Dogs at the Perimeter. 2011
  - Übers. Almuth Carstens: Flüchtige Seelen. Roman. Luchterhand, München 2014, ISBN 978-3-630-87384-8 u.ö.
- Certainty. 2006.
  - Übers. Almuth Carstens: Jene Sehnsucht nach Gewissheit. Roman. Luchterhand, München 2007, ISBN 978-3-630-87254-4
- mit Joe Chang: The Chinese Violin. Kinderbuch. Whitecap Books, Vancouver 2001, ISBN 1-55285-205-9[2]
- Simple Recipes. 2001
  - Übers. Almuth Carstens: Einfache Rezepte. Erzählungen. Luchterhand, München 2008, ISBN 978-3-630-87260-5

### „Einfache Rezepte“
Die Titelgeschichte schildert das tiefe Erschrecken eines Kindes darüber, dass der eigene Vater bildlich gesprochen mehr als ein Gesicht hat. In der zweiten Kurzgeschichte blickt eine junge Frau auf jene vier Tage von Oregon zurück, in denen ihre Mutter den Vater verließ und für die Kinder die Welt zusammenbrach.
Das Leben in der Fremde ist eines der zentralen Themen in den Erzählungen. Die Geschichten haben darin eine gewisse autobiografische Grundierung.
Trotz teils dramatischer Begebenheiten ist die Sprache nüchtern auf das Notwendige begrenzt, aber zugleich einfühlsam. Die Geschichten sind von Almuth Carstens ins Deutsche übersetzt worden.

### „Jene Sehnsucht nach Gewissheit“
Ausgangspunkt für den Roman war nach eigenen Angaben Thiens im Interview für das 3sat-Magazin denkmal das Schicksal ihres Großvaters. Er wurde in China geboren und als Kind nach Malaysia geschickt, wo er in den Schulen der britischen Kolonialverwaltung erzogen wurde. Während der japanischen Besetzung Malaysias im Zweiten Weltkrieg wurde er zum zwangsweisen Kollaborateur. Nach dem Krieg wurde ihr Großvater, sagt Thien, „ermordet, weil er zu viel wusste“.

„Von diesem Punkt aus ist alles gewachsen. Die Geschichte meines Großvaters und die Folgen des Krieges dienten in meinem Buch als eine Art Schatten.“

Im Frühling 2000 hat die damals 26-jährige Autorin vor Ort in Malaysia Nachforschungen angestellt. Im Roman ist ihr Alter Ego in ähnlicher Mission die Journalistin Gail. Sie fährt in die Niederlande, um dort bei einem Kriegsreporter und Zeitzeugen Neues zu erfahren. Es handelt sich in romanhafter Form um eine Art historischer Aufarbeitung der Kriegsfolgen im heutigen Malaysia oder in Indonesien. Die Suche nach familiengeschichtlichen Gewissheiten ist dabei ebenso sehr Aufbegehren gegen das Vergessen wie Identitätssuche.

„Es ist ganz sicher ein Roman über einen Verlust, eine Trauerrede. (…) Als ich gerade mit dem Schreiben anfing, so um 2002, ist meine Mutter unerwartet gestorben.“

## Auszeichnungen
Für ihre erste Buchveröffentlichung Simple Recipes im Jahre 2001 erhielt sie zahlreiche Literaturpreise wie den City of Vancouver Book Award, den VanCity Book Prize und den Ethel Wilson Fiction Prize. Von der kanadischen Schriftsteller-Vereinigung Canadian Authors Association erhielt sie den Air Canada Award for most promising writer under age 30.
Ihr Debüt-Roman Certainty wurde weltweit lizenziert und veröffentlicht. Er bekam u. a. den Amazon.ca First Novel Award (2006) und war Endrunden-Finalist beim kalifornischen Kiriyama Prize.
Für ihren Roman Flüchtige Seelen wurde ihr 2015 der LiBeraturpreis zuerkannt.
Ihr Roman Do Not Say We Have Nothing, der aus der Sicht einer chinesischen Familie vor, während und nach dem Tian’anmen-Massaker spielt, wurde 2016 mit dem Scotiabank-Giller-Preis und mit dem Governor General’s Award for Fiction ausgezeichnet. Er stand zudem auf der Shortlist des Man Booker Prize und des Baileys Women’s Prize for Fiction 2017.